# 하세가와 겐타
하세가와 겐타(일본어: 長谷川 健太, 1965년 9월 25일 ~ )는 일본의 은퇴한 축구 선수이자 현 축구 지도자로 현재 나고야 그램퍼스의 감독직을 맡고 있으며 현역 시절 요코하마 F. 마리노스와 시미즈 에스펄스에서 공격수로 활약했다.

## 선수 시절

### 클럽
1988년 요코하마 F. 마리노스에서 데뷔하여 1991년까지 공식전 40경기 9골을 터뜨리며 팀의 일본 사커 리그 2회 우승 및 1회 준우승을 이끈 뒤 1992년부터 1999년까지 고향팀인 시미즈 에스펄스 소속으로 공식전 267경기 64골을 터뜨리며 J리그 디비전 1 1999 준우승, J리그컵 1회 우승 및 2회 준우승, 1998 시즌 천황배 우승 등의 주역으로 활약했다.

### 국가대표팀
1989년 1월 20일 이란과의 친선 경기에서 국제 A매치 데뷔전을 치른 뒤 같은 해 6월 11일 홈에서 열린 인도네시아와의 1990년 FIFA 월드컵 아시아 지역 1차 예선 6조 4차전에서 A매치 데뷔골을 터뜨리며 팀의 5-0 대승에 일조했다.
그 후 이라크와의 1994년 FIFA 월드컵 아시아 지역 최종 예선 최종전에서 후반 14분 후쿠다 마사히로 대신 교체 투입되었으나 팀은 경기 종료 직전 상대팀인 자파르 움란에게 통한의 동점골을 얻어맞으며 사상 첫 월드컵 본선 문턱에서 고배를 마셨으며 대한민국에서는 이를 도하의 기적으로 부르고 있는 반면 일본에서는 도하의 비극으로 부르고 있다.

## 지도자 경력

### 시미즈 에스펄스
선수 은퇴 후 2005 시즌을 앞두고 친정팀이자 고향팀인 시미즈 에스펄스의 감독으로 지도자 커리어를 시작한 뒤 2010 시즌까지 6시즌동안 팀을 이끌며 2시즌 연속 J1리그 4위(2006, 2007), 2005 시즌 천황배 준우승, 2008 시즌 J리그컵 준우승, 2009 시즌 J리그컵과 천황배 4강, 2010 시즌 J리그컵 4강 등의 성과를 거두었다.

### 감바 오사카
2013 시즌을 앞두고 감바 오사카의 사령탑으로 부임한 이후 2017 시즌까지 5시즌동안 J리그 디비전 2 2013 우승, J리그 디비전 1 2014 우승, J리그컵 2014 우승, J1리그 2015 준우승, 천황배 2회 연속 우승(2014, 2015), 2015년 AFC 챔피언스리그 4강, J리그컵 2회 연속 준우승(2015, 2016), 일본 슈퍼컵 2015 우승, 2017 시즌 J리그컵 4강 등의 굵직한 성과를 이끌었다.

### FC 도쿄
2017 시즌을 끝으로 감바 오사카를 떠나 FC 도쿄의 사령탑으로 자리를 옮겨 2021 시즌까지 4시즌동안 역임하며 J1리그 2019 준우승, 2020 시즌 J리그컵 우승, 2020년 AFC 챔피언스리그 16강 진출, 2021 시즌 J리그컵 4강 진출 등을 이끌었다.

### 나고야 그램퍼스
2022 시즌을 앞두고 나고야 그램퍼스의 사령탑으로 선임되어 2023 시즌 J리그컵 4강, 2024 시즌 J리그컵 우승을 이끌었다.

## 통계
| 일본 | 일본 | 일본 |
| 연도 | 출전 | 득점 |
| ---- | ---- | ---- |
| 1989 | 11   | 2    |
| 1990 | 6    | 1    |
| 1991 | 0    | 0    |
| 1992 | 0    | 0    |
| 1993 | 5    | 0    |
| 1994 | 2    | 0    |
| 1995 | 3    | 1    |
| 통산 | 27   | 4    |

## 수상

### 클럽 (선수)
요코하마 F. 마리노스
- 일본 사커 리그 : 우승 (1988-89 디비전 1, 1989-90 디비전 1), 준우승 (1990-91 디비전 1)
- JSL컵 : 우승 (1988, 1989, 1990), 4강 (1991)
- 천황배 : 우승 (1988, 1989), 준우승 (1990)

시미즈 에스펄스
- J1리그 : 준우승 (1999)
- J리그컵 : 우승 (1996), 준우승 (1992, 1993)
- 천황배 : 준우승 (1998)

### 클럽 (지도자)
시미즈 에스펄스
- J리그컵 : 준우승 (2008), 4강 (2009, 2010)
- 천황배 : 준우승 (2005, 2010), 4강 (2009)

감바 오사카
- J1리그 : 우승 (2014), 준우승 (2015)
- J리그컵 : 우승 (2014), 준우승 (2015, 2016), 4강 (2017)
- 천황배 : 우승 (2014, 2015)
- AFC 챔피언스리그 엘리트 : 4강 (2015)
- 일본 슈퍼컵 : 우승 (2015)
- 수루가 뱅크 챔피언십 : 준우승 (2015)

FC 도쿄
- J1리그 : 준우승 (2019)
- J리그컵 : 우승 (2020), 4강 (2021)

나고야 그램퍼스
- J리그컵 : 우승 (2024), 4강 (2023)

### 개인
- J1리그 올해의 감독상 : 2014